# Josefine Preuß
Pour les articles homonymes, voir Preuß.
Josefine Preuß, née le 13 janvier 1986 à Zehdenick, (district de Potsdam, RDA) dans le Brandebourg est une actrice allemande.

## Biographie
Elle naît à Zehdenick dans le Brandebourg en Allemagne, mais elle grandit à Potsdam avec sa sœur aînée.
De 2002 à 2004, elle prend des cours à l'école de théâtre Die Etage à Berlin. Elle remporte le Championnat Brandebourg juniors en gymnastique rythmique en 1993.

## Carrière

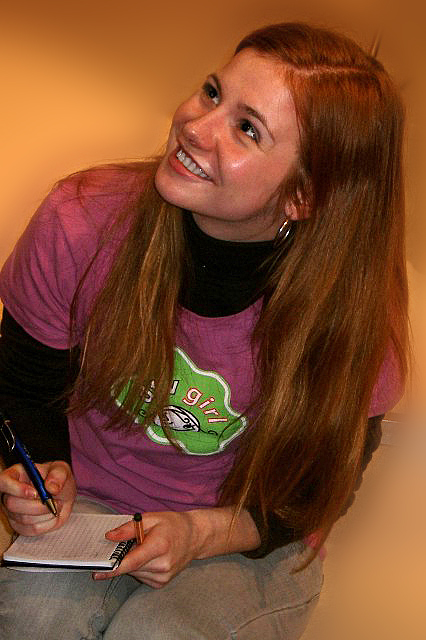
Josefine Preuß en 2007.

Elle est surtout connue en France pour son rôle principal de Lena dans la série Family Mix. Elle reçoit d'ailleurs le prix de la meilleure actrice allemande pour la série "Family Mix".
Enfant, Josefine Preuß joue dans la troupe de théâtre Taifun de Potsdam et a quelques rôles principaux dans les pièces pour enfants au théâtre Hans Otto. De 2000 à 2003 elle est vue dans la série pour enfants Schloss Einstein, qui est diffusée sur la chaîne KI.KA : elle y joue l’intrigante et fantaisiste Anna Reichenbach. Son personnage évolue en un rôle important qui la rend populaire. En février 2006, elle tourne de nouveau quelques épisodes. Plus tard elle joue divers petits rôles (Inspektor Rolle) mais aussi de plus grands (Jargo). En 2004, elle anime le journal pour enfants Quergelesen, dans lequel elle présente des livres pour enfants et adolescents.
Josefine Preuß fréquente l’école de théâtre privée Die Etage de Berlin, elle le quitte au dernier semestre et tourne ensuite dans le film Küss mich, Genosse ! dans lequel elle joue Alexandra. À l’automne 2005 elle joue à Berlin dans le rôle de Lena Schneider pour la première saison de la série ARD Family Mix (Türkisch für Anfänger). Après la fin du tournage de la deuxième saison de Family Mix, elle tourne à Prague un épisode de Dornröschen - Ab durch die Hecke pour le ProSieben-Märchenstunde. Elle y joue le rôle principal. En 2007, elle joue le rôle principal dans le court-métrage poignant Stühle im Schnee. Il raconte l’histoire de la fuite d’une jeune fille dans un monde fantastique pour échapper à la réalité de son enlèvement et de son viol. Pour cause de contenus choquants, le film est interdit aux moins de 18 ans par la FSK (Die Freiwillige Selbstkontrolle der Filmwirtschaft, structure chargée de classifier les films et contenus vidéos).
Pendant l’été 2008, elle tourne d’autres épisodes de la série Family Mix. De début avril à début juin 2011, Josefine Preuß et ses collègues de la série tournent pour le long métrage de Family Mix, entre autres à Berlin, Munich et en Thaïlande.
En plus de son travail pour les films et à la télévision, Josefine Preuß prête aussi sa voix à plusieurs productions de livres audios, comme celui pour les jeunes Siebenmeter für die Liebe de Dora Heldt, publié au printemps 2011 par Jumbo Verlag. Le 25 octobre 2012, le film d'animation Hôtel Transylvanie (Hotel Transsilvanien) sort au cinéma, film d’animation dans lequel Josefine Preuß prête sa voix à Mavis, aux côtés d'Elyas M´Barek, un des premiers rôles. Elle incarne aussi le personnage de Sonja Schardt dans la trilogie Das Adlon, qui est diffusée pour la première fois en janvier 2013 sur la chaîne ZDF.
En 2013, elle est vue à l’affiche du film fantastique Rouge Rubis (Rubinrot), jouant le rôle secondaire de Lucy Montrose, rôle qu’elle reprend aussi dans les deux autres volets de la trilogie, Bleu Saphir (Saphirblau) en 2014 et Vert Emeraude (Smaragdgrün) en 2016. Ainsi que dans le film d´horreur Lost Place. En janvier 2014, Josefine Preuß joue dans le film Die Pilgerin - une adaptation cinématographique du roman du même titre - une jeune fille, déguisée en homme pour apporter le cœur de son défunt père d´une ville de l´Empire au bord du Danube jusqu’à Saint-Jacques-de-Compostelle. En 2015, elle est vue dans Lotta & das ewige Warum.
En 2016, elle double le lapin Judy Hopps, un des premiers rôles dans le film d´animation Zootopie (Zoomania). Cette même année, elle incarne le premier rôle de la souveraine Konstanze von Traunstein dans le feuilleton Das Sacher.

## Vie privée
Josefine Preuß est la fille d’un officier de police et d’une enseignante d’histoire et grandit à Potsdam avec sa sœur aînée. Elle fréquente le lycée Helmholtz de Potsdam jusqu´en classe de première puis arrête sa scolarité. Elle vit à Berlin.
Fan de l’équipe de football 1. FC Union Berlin, elle en a la carte d´abonnement.

## Filmographie

### Cinéma

#### Longs métrages
- 2004 : Jargo (de) de Maria Solrun : Emilia
- 2011 : Jeux de rôle (Rubbeldiekatz) de Detlev Buck : Benita
- 2012 : Türkisch für Anfänger (film) (de) de Bora Dagtekin : Lena Schneider
- 2013 : Rouge Rubis (Rubinrot) de Felix Fuchssteiner : Lucy Montrose / Le Saphir
- 2013 : Lost Place (film) (de) de Thorsten Klein : Jessica
- 2014 : Irre sind männlich de Anno Saul : Mia
- 2014 : Bleu Saphir (Saphirblau) de Felix Fuchssteiner et Katharina Schöde : Lucy Montrose / Le Saphir
- 2016 : Vert Emeraude (Smaragdgrün) de Felix Fuchssteiner et Katharina Schöde : Lucy Montrose / Le Saphir
- 2017 : Vorwärts immer! de Franziska Meletzky : Anne Wolf
- 2018 : Verpiss Dich, Schneewittchen de Cüneyt Kaya : Jessi

Prochainement
- NC : I Know Your Face de Oliver Wergers : Lisa Heinrichs

#### Courts métrages
- 2006 : Afterhour de Irma Stelmach : Sara
- 2007 : Stühle im Schnee de Florian Anders : Klara

### Télévision

#### Téléfilms
- 2004 : Klassenfahrt – Geknutscht wird immer (de) de Lars Montag : Vanessa "Nessie"
- 2006 : Schüleraustausch – Die Französinnen kommen (de) de Konrad Sattler : Sophie
- 2007 : Un passé recomposé de Franziska Meyer Price : Alexandra Lütjens
- 2008 : Zwerg Nase (film, 2008) (de) de Felicitas Darschin : Mimi
- 2008 : ProSieben Funny Movie - Eine wie keiner de Marco Petry : Melanie "Melli" Mueller
- 2009 : Richterin ohne Robe de Ulrich Zrenner : Nele Hinrichs
- 2009 : Der Stinkstiefel (de) de Thomas Nennstiel : Amelie Maibach
- 2010 : Lotta & die alten Eisen de Edzard Onneken : Charlotte "Lotta" Brinkhammer
- 2011 : Le Triangle de l'Apocalypse de Nick Lyon : Sara Wensberg
- 2011 : Im Besten Alter de Felicitas Darschin : Franziska Petersen
- 2011 : Beate Uhse – Das Recht auf Liebe (de) de Hansjörg Thurn : Susanne Teufer
- 2012 : Lotta & die großen Erwartungen de Edzard Onneken : Charlotte "Lotta" Brinkhammer
- 2012 : Die Apps de Andi Knaup : Faye
- 2013 : Lotta & die frohe Zukunft de Gero Weinreuter : Lotta Brinkhammer
- 2014 : Die Hebamme (de) de Hannu Salonen : Gesa
- 2015 : Nord Nord Mord - Clüvers Geheimnis de Anno Saul : Hannah Kronen
- 2015 : Lotta & das ewige Warum de Joseph Orr : Lotta Brinkhammer
- 2016 : Lotta & der dicke Brocken de Edzard Onneken : Lotta Brinkhammer
- 2016 : Die Hebamme 2 de Hannu Salonen : Gesa
- 2017 : Lotta & der Ernst das Lebens de Florian Gartner : Lotta Brinkhammer
- 2017 : Der 7. Tag de Roland Suso Richter : Tanja Braungart

#### Séries télévisées
- 2002 : Pengo! Steinzeit! : Toni Borg
- 2004 : Sabine!! : Sophia Lehmann (1 épisode)
- 2005 : In aller Freundscharft : Saskia Bannach (1 épisode)
- 2006 : Section enquêtes criminelles : Kim (1 épisode)
- 2001-2006 : Castle Einstein : Anna Reichenbach (115 épisodes)
- 2005-2006 : Abschnitt 40 : Marie Wagner (5 épisodes)
- 2007 : Un cas pour deux : Sandra Bruckner (1 épisode)
- 2007 : Brigade du crime : Joanna Beck (1 épisode)
- 2007 : SOKO Köln : Angie Langner (1 épisode)
- 2007 : En quête de preuves : Katrin Leipold (1 épisode)
- 2007 : Beutolomäus und die Prinzessin : Princesse Eleanore (11 épisodes)
- 2005-2008 : Family Mix : Lena Schneider (58 épisodes)
- 2008 : Das Duo : Wera Korwin (1 épisode)
- 2008 : Stolberg : Jasmin Kogel (1 épisode)
- 2008 : Dell & Richthoven : Rebecca Lerch (1 épisode)
- 2010 : Danni Lowinski : Fanny (1 épisode)
- 2011 : Le Journal de Meg : Silvi Brotschneider (saison 3, épisode 5)
- 2013 : Das Adlon. Eine Familiensaga (Mini-série) : Sonja Schadt (3 épisodes)
- 2009-2014 : Tatort : Julia Bahring/Muse Patty/Jackie (3 épisodes)
- 2014 : Die Pilgerin (mini-série) : Tilla Willinger (2 épisodes)
- 2014 : Alles muss raus - Eine Familie rechnet ab (mini-série) : Janine Krause (2 épisodes)
- 2016 : Das Sacher (de) (mini-série) : Konstanze von Traunstein (2 épisodes)
- 2017 : Shades of Guilt (mini-série) (1 épisode)
- 2018 : Nix Festes : Wiebke

### Doublage
- 2013 :La Bataille du royaume secret : Mary Katherine (voix allemande)
- 2012 : Hôtel Transylvanie : Mavis (voix allemande)
- 2016 : Zootopie : Judy Hopps (voix allemande)